# EuroAsia Interconnector

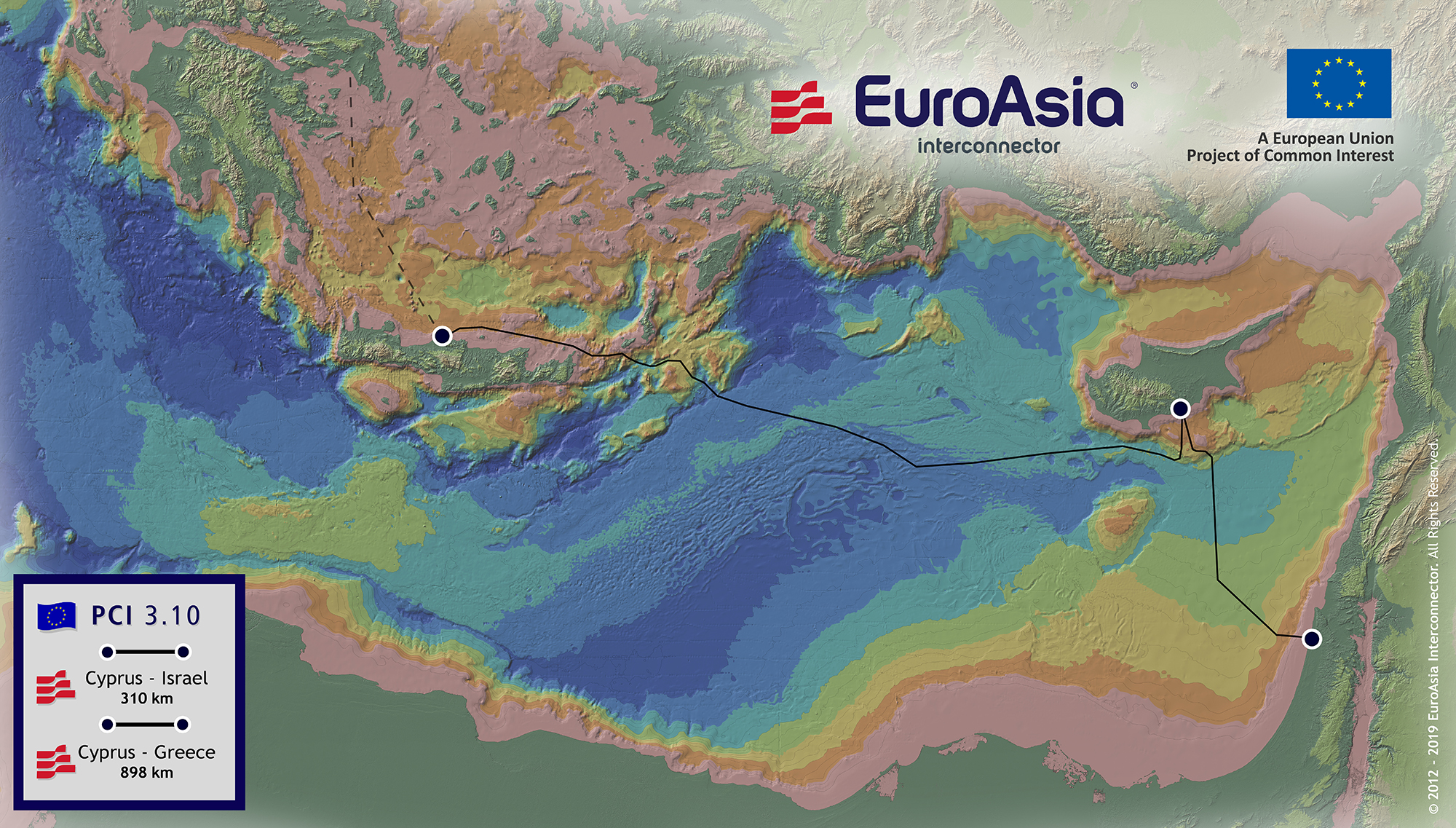
Tracé van de EuroAsia Interconnector

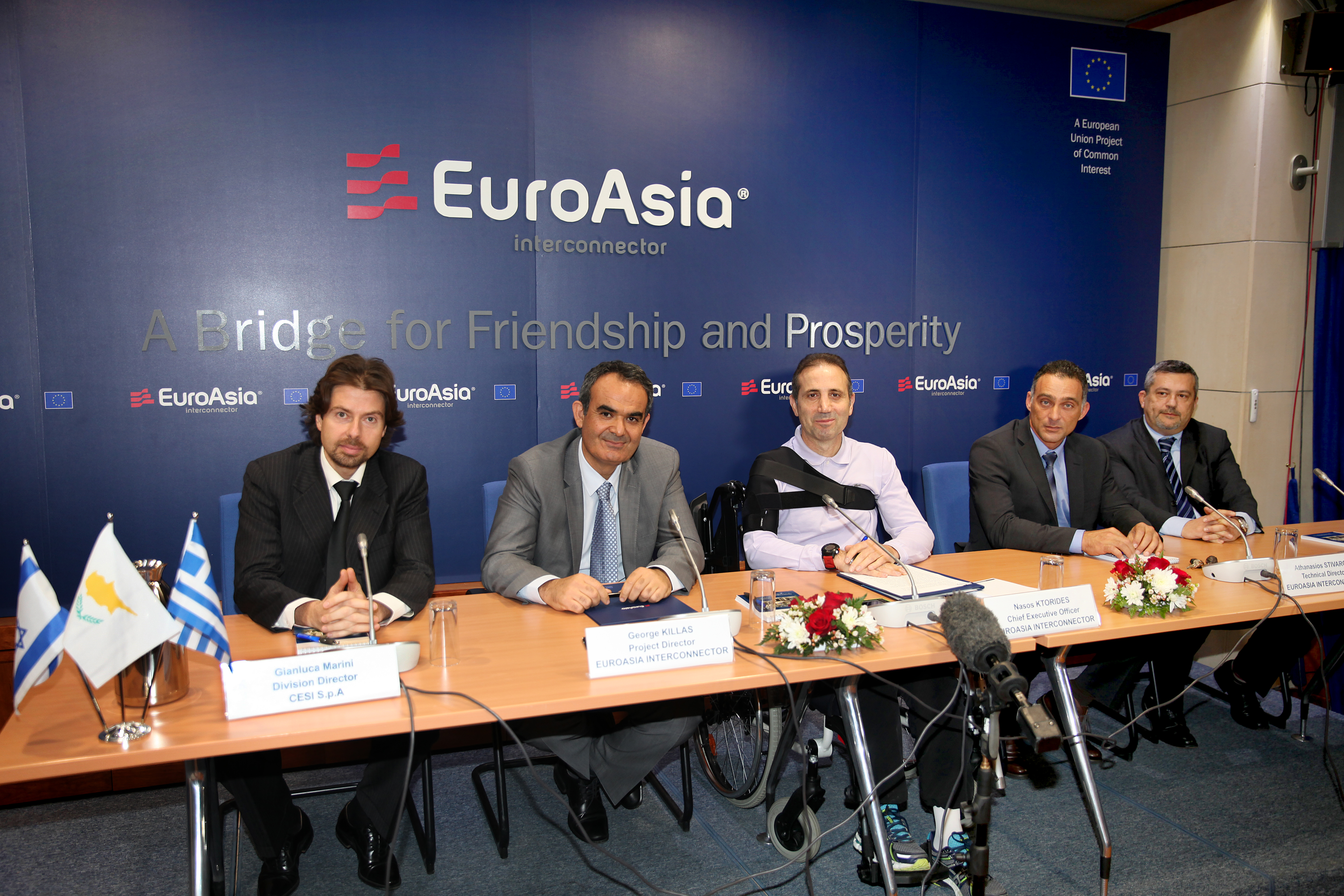
Ondertekeningsceremonie in Nicosia, waar drie studies ten behoeve van de onderzeekabel werden toegewezen aan de Italiaanse bedrijven CESI en GAS

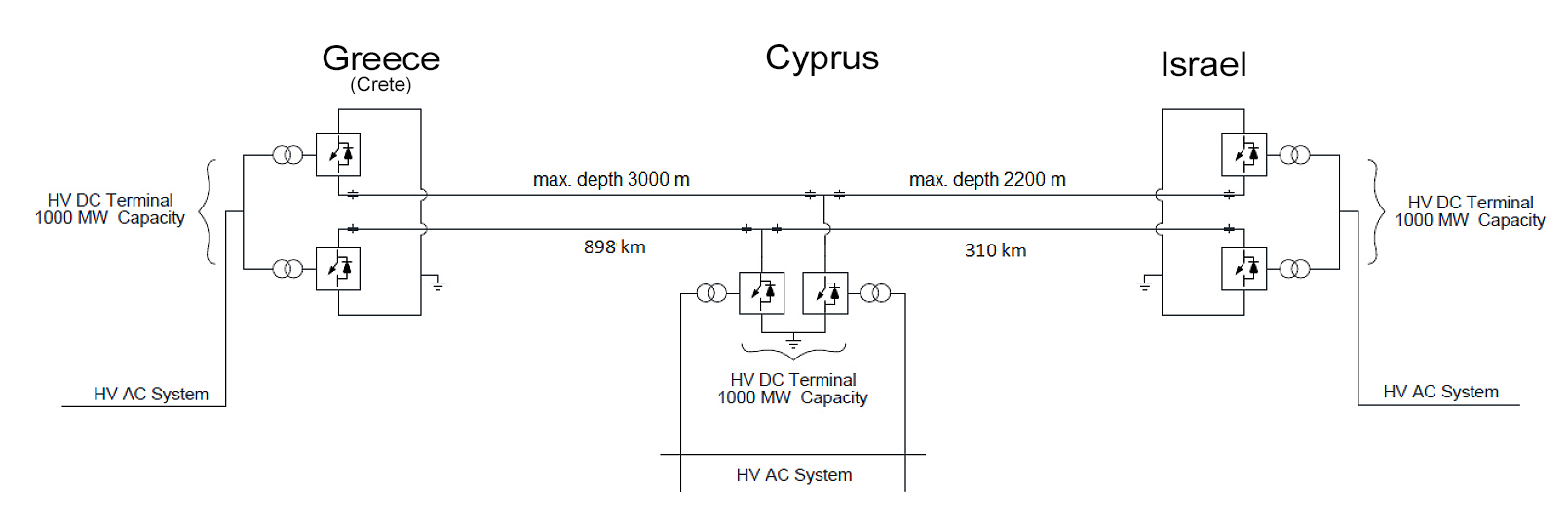
Conceptueel diagram van de EuroAsia Interconnector Fase 1

De EuroAsia Interconnector (Grieks: Ευρασιατικός διασυνδετήριος αγωγός, Hebreeuws: מגשר אירו-אסיה) is een interconnectorproject voor de aanleg van een hoogspanningsgelijkstroomkabel (HVDC) waardoor de elektriciteitsnetten van Griekenland, Cyprus en Israël met elkaar verbonden worden.
Het beginpunt van de hoogspanningskabel wordt een onderstation in de buurt van Athene. Vervolgens loopt de verbinding langs Kreta (alwaar het elektriciteitsnet thans geïsoleerd is) en Cyprus, om te eindigen in het noorden van Israël. Met 1518 kilometer wordt dit de langste hoogspanningsgelijkstroom-onderzeekabel. Het vermogen van de EuroAsia Interconnector zal 2000 megawatt bedragen. Inbedrijfstelling was aanvankelijk voor het deel tussen Israël en Cyprus gepland voor 2019; voor het deel tussen Attica en Cyprus werd uitgegaan van 2022. Inmiddels is de geplande inbedrijfstelling voor beide delen van de EuroAsia Interconnector echter verschoven naar december 2023.
In april 2017 verleende de Europese Unie subsidie voor de EuroAsia Interconnector, omdat dit een zogeheten project van gemeenschappelijk belang is. De EU vereist dat alle lidstaten een verbinding hebben met het elektriciteitsnet van buurlanden (zowel EU-lidstaten als niet-lidstaten) met een capaciteit van 10% van de capaciteit van het eigen elektriciteitsnetwerk. De EuroAsia Interconnector stelt Griekenland in staat aan deze eis te voldoen. Deelnemende partijen aan het project zijn de transmissienetbeheerders van de drie betrokken landen.